# 吳成家
吳成家（1916年8月20日—1981年7月7日）是一位台灣日治與戰後時期知名的台語流行音樂作曲家兼歌唱家。其最為知名的作品為《港邊惜別》。

## 生平
吳成家出生於日治時期台北市的一個富裕家庭，是一名小兒麻痺症患者。然而，身體的缺陷並不影響他在音樂領域上的天份與才華。長大後，吳成家前往日本內地深造，其作曲老師為古賀政男，後來他便順利進入日本古倫美亞擔任歌手。旅居日本期間，吳成家曾經因為胃痛而送醫診療，結識了一名日籍女醫師。兩人逐漸培養出感情，並因這愛的結晶產下一子。然而，雙方家長皆反對這門婚事；1935年，吳成家拋下了愛人與幼子，返回台灣。三年後，他將這段挫折的感情經歷以音樂來表達，譜出了他一生中最為經典的作品——《港邊惜別》。
婚後，吳成家偶然得知那名女醫師為了自己終生未嫁，並且將兩人的孩子扶養成人。吳成家心中內疚不已，遂提筆希望將他們兩人的故事寫成劇本。1978年，六十二歲的吳成家前往日本重遊，兩人於舊時約會經常造訪的咖啡廳見面敘舊，百感交集。1981年夏天，吳成家因十二指腸潰瘍住院，卻因醫療疏失導致腹內傷口發炎並化膿，最終不幸於同年七月七日病逝，享年六十五歲。而1978年的重逢便是兩人的最後一面。

## 作品
- 什麼號作愛
- 阮不知啦
- 心茫茫

## 相關
- 港邊惜別
- 國立台灣交響樂團
- 活躍於臺灣日治時期（20世紀）重要的臺語流行音樂人（包含作詞人、作曲人、歌手），有：林清月、王雲峰、許丙丁、鄧雨賢、陳君玉、姚讚福、江中清、李臨秋、蘇桐、周添旺、陳秋霖、陳水柳、陳達儒、郭玉蘭（又名雪蘭，女歌手）、林氏好（女歌手）、純純（女歌手）、愛愛（女歌手）、吳晉淮、呂泉生、吳成家、那卡諾、許石、楊三郎、葉俊麟、洪一峰、文夏等人。